# Soubrette
Soubrette (fra fransk soubrette "kammerjomfru") er et rollefag i operaer, operetter, syngespil, musikaler og klassiske komedier.
Soubretten er en ung, kvik tjenestepige, som har som funktion at udvikle intrigen frem til en vellykket afslutning, ofte i samarbejde med en mandlig modpart i tjenerstaben. Soubretten kan være hovedpersonen, men som oftest er hun den kvindelige hovedpersons medsammensvorne.
Molière var inspireret af commedia dell'arte-formens tjenestepige, Columbine, og med udgangspunkt i denne skikkelse udviklede han kvikke og skælmske kammerjomfruroller, fx Dorine i Tartuffe (1664). Senere brugte bl.a. Ludvig Holberg soubretter i sine stykker, han gav dem gerne navnet Pernille.
I musikteateret synges soubretterollene almindeligvis af en let, iblandt koloraturpræget sopran. Typiske soubretteroller er Despina i Così fan tutte og Papagena i Tryllefløjten, begge operaer af Mozart. Adele i Johann Strauss' Flagermusen er til dels en koloratursoubrette. Af soubretteroller i musicaler kan nævnes Eliza i My Fair Lady og Maria i West Side Story.